# Zélia Cardoso de Mello

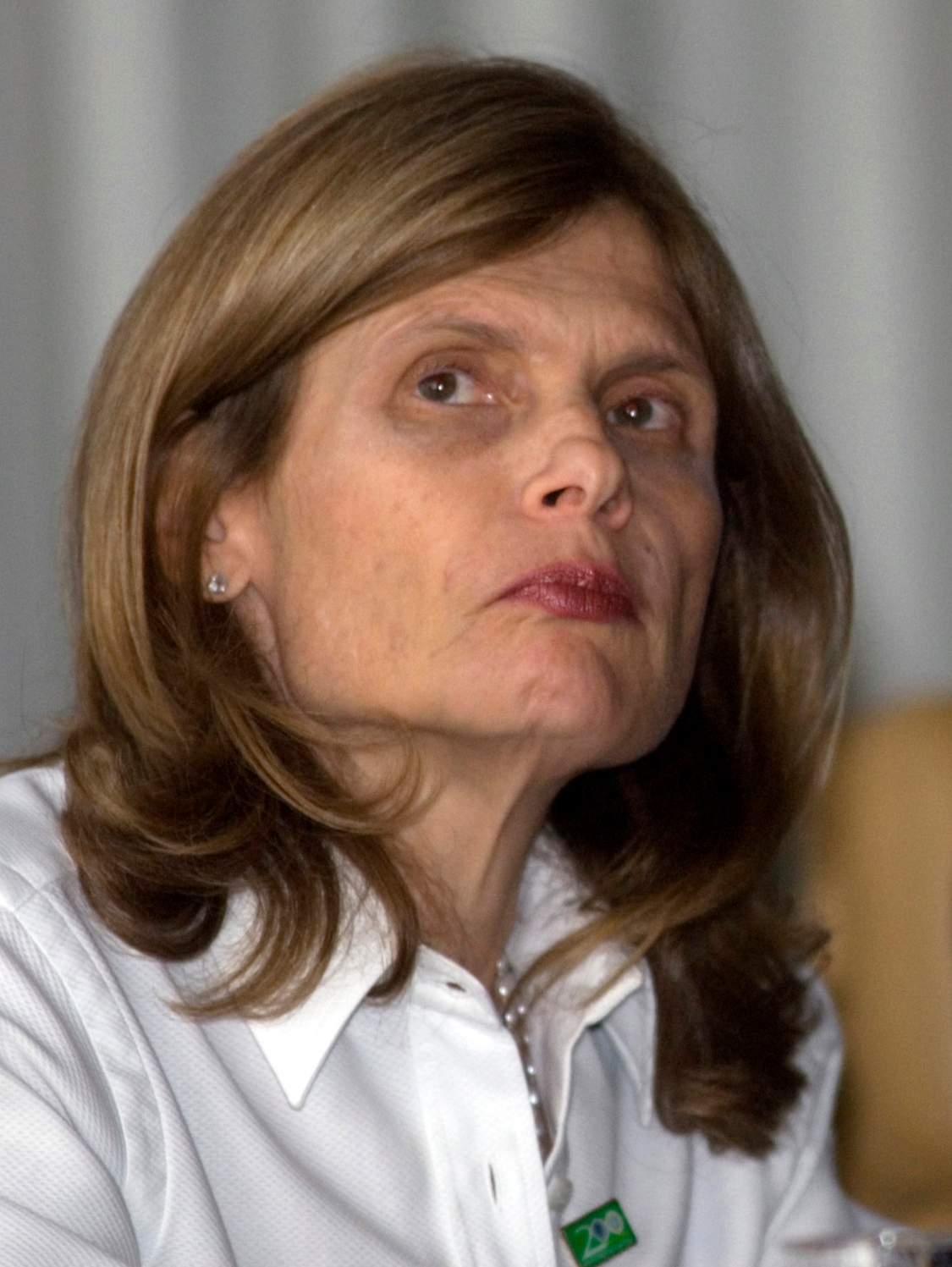
Zélia Cardoso de Mello (2008)

Zélia Maria Cardoso de Mello (* 29. September 1953 in São Paulo) ist eine brasilianische Wirtschaftswissenschaftlerin, ehemalige Politikerin und Managerin.

## Werdegang
Cardoso de Mello studierte Wirtschaftswissenschaft an der Universidade de São Paulo, wo sie nach ihrem Ph.D.-Abschluss 1981 zunächst im akademischen Betrieb blieb und zur Professorin berufen wurde. 1986 wurde sie von Finanzminister Dilson Funaro in dessen zentrales Beratergremium berufen.
Im März 1990 holte Präsident Fernando Collor de Mello Cardoso de Mello als Wirtschaftsministerin in sein Kabinett. Erfolglos versuchte sie in den Folgezeit die grassierende Inflation zu bekämpfen und trat nach 14-monatiger Amtszeit im Mai 1991 ebenso wie Zentralbankchef Ibrahim Eris und weiteren hohen Beamten zurück. Anschließend war sie bis 1995 wieder als Professorin an der Universidade de São Paulo tätig.
Nachdem Cardoso de Mello Mitte der 1990er Jahre zeitweise an der Columbia University forschte, wechselte sie später in die Privatindustrie. Zwischen 2001 und 2005 war sie für ORIX und anschließend für die Investitionsgesellschaft Lily Pond Capital Management tätig. 2007 ging sie als Partnerin zum Vermögensverwaltungsunternehmen Aquila Associates. Ab 2011 war sie beratend für das kanadische Bergbauunternehmen Eagle Star Minerals bei dessen Expansion nach Brasilien tätig.
Zwischen 1992 und der Scheidung 1998 war Cardoso de Mello mit dem Künstler Chico Anysio verheiratet, das Paar hat zwei Kinder.